# Focke-Achgelis Fa 266
Focke-Achgelis Fa 266 – niemiecki śmigłowiec transportowy skonstruowany przez firmę Focke-Achgelis. Był to pierwszy prawdziwy śmigłowiec transportowy na świecie.

## Historia
Po wielkim sukcesie Fw 61 firma Focke-Achgelis otrzymała od Deutsche Lufthansa zamówienie na sześcioosobowy śmigłowiec transportowy. Nowy helikopter był powiększoną wersją Fw 61 z podobnym układem i systemem sterowania.
Kadłub był podzielony na cztery przedziały. Pilot i obserwator siedzieli w przeszklonym kokpicie, za nimi znajdował się przedział bagażowy, pierwotnie przeznaczony dla sześciu pasażerów, z drzwiami wejściowymi na prawej burcie. W przedziale tym znajdowały się również zbiorniki paliwa i zbiorniki oleju. Następny był przedział silnikowy z otworami wentylacyjnymi z przodu i z tyłu, umożliwiającymi dopływ powietrza do silnika. Za nim znajdowała się przestrzeń ogonowa. Maszyna była napędzana przez silnik BMW Bramo 323.
Prototyp Fa 266 został ukończony w sierpniu 1939 r. Przed ukończeniem testów wybuchła wojna, a Fa 266 został przejęty przez Luftwaffe. Otrzymał on nowe oznaczenie Fa 223 Drache i ostatecznie wszedł do służby w niewielkiej liczbie egzemplarzy.